# Castanopsis piriformis
Castanopsis piriformis är en bokväxtart som beskrevs av Paul Robert Hickel och Aimée Antoinette Camus. Castanopsis piriformis ingår i släktet Castanopsis och familjen bokväxter. Inga underarter finns listade.